# جون ماكن
جون ماكن (بالإنجليزية: John Machin)‏ هو عالم رياضيات بريطاني و بروفيسور في علم الفلك.

## صيغة ماكن
صيغة ماكن هي علاقة اكتشفها ماكن سنة 1706:

{\displaystyle {\frac {\pi }{4}}=4\arctan {\frac {1}{5}}-\arctan {\frac {1}{239}}}
لحساب قيمة باي، استعمل ماكن هذه العلاقة مع متسلسلة تايلر لدالة الظل العكسية: {\displaystyle \arctan z=z-{\frac {z^{3}}{3}}+{\frac {z^{5}}{5}}-{\frac {z^{7}}{7}}+\cdots }
تمكن ماكن من حساب باي إلى 100 مرتبة عشرية. وبعد ذلك استعملت صيغة ماكن لحساب باي لعدة قرون.